# パブロ・クニャト
パブロ・クニャト・カンポス（Pablo Cuñat Campos、2002年4月28日 - ）は、スペイン・バレンシア州バレンシア出身のサッカー選手。SDアモレビエタ所属。ポジションはGK。

## クラブ経歴
バレンシアに生まれ、レバンテUDのカンテラを経て2017年6月にFCバルセロナのカンテラへ移籍した。しかし、バルセロナではポジションの確保に苦しんだため、2020年にレバンテへと復帰し、2021年12月3日にクラブとプロ契約を交わした。
2023年8月7日、2023-24シーズンはSDアモレビエタへとレンタル移籍することが決定した。